# 中国共产主义青年团中央委员会
中国共产主义青年团中央委员会，标准简称共青团中央，亦简称团中央，是中国共产主义青年团的全国领导机关，受中国共产党中央委员会领导，由团的全国代表大会选举产生。
共青团全国代表大会每五年举行一次，由中央委员会召集，在特殊情况下可以提前或延期举行。在全国代表大会闭会期间，中央委员会执行全国代表大会的决议，领导团的全部工作。
共青团中央委员会全体会议选举常务委员若干人，组成常务委员会。选举第一书记一人和书记若干人，组成书记处。中央委员会全体会议由常务委员会召集，每年至少举行一次。在中央委员会全体会议和常务委员会闭会期间，书记处行使中央委员会的职权。

## 沿革
1920年5月，中国共产党在上海率先组织了中国共产主义青年团的前身中国社会主义青年团。1921年7月，中国共产党正式成立，中国社会主义青年团在党的组织下于各地筹建。1922年5月，中国社会主义青年团第一届全国代表大会在共产党的领导下召开，成立了全国统一的组织。1925年1月，第三届全国代表大会召开，中国社会主义青年团更名为中国共产主义青年团。
1933年1月，团中央随中共临时中央从上海搬到中央苏区首府江西瑞金。团中央书记顾作霖；组织部长胡均鹤；宣传部长陆定一；秘书长张爱萍；儿童局书记曾镜冰，少年先锋队总队部总队长王盛荣；《青年实话》主编陆定一兼任。1933年第五次反“围剿”，顾作霖调任红军总政治部代理主任（总政治部主任王稼祥同志病休）。从上海到苏区的凯丰（何克全）接替顾作霖任团中央书记，组织部长王盛荣；宣传部长刘英，《青年实话》总编辑魏挺群（又名阿伪），少年先锋队总队部总队长先张爱萍，儿童局书记陈丕显，委员胡耀邦、赖大超和○秀英（江西兴国人）等。1932年至1933年间，张续之、冯文彬、谭启龙等担任过团中央巡视员。1933年中陈丕显调任粤赣团省委书记，胡耀邦任团中央秘书长，赖大超接替陈丕显任团中央儿童局书记。1934年10月红军长征，团中央参加长征的有：凯丰（何克全）、王盛荣、刘英、胡耀邦、赖大超，兰升才、廖似光、萧月华等；魏挺群留在南方打游击。1935年10月长征到陕北后，党中央决定团中央在陕北瓦窑堡恢复工作，书记凯丰，秘书长胡耀邦，组织部长王盛荣，宣传部长刘英，少年先锋队总队长王盛荣兼，儿童局书记赖大超。1936年上半年，凯丰调中宣部，王盛荣调粮食部工作，从部队调冯文彬接替凯丰任团中央书记，刘道生任组织部长，刘英任宣传部长，胡耀邦任秘书长，少先队总队部总队长兼中央团校校长是赖大超，儿童局书记是李瑞山；团中央委员冯文彬、刘道生、刘英、胡耀邦、赖大超、米成农（又名小米，陕北团省委书记）、陈时福（后改陈时夫，陕甘团省委书记）。
1936年11月，为吸收广大青年参加抗日救亡运动，中共中央决定将共青团组织改造为“广大群众的非党的青年组织”——“西北青年救国联合会”（“西青救”）。党中央还决定1936年以前入团的团员可以转为中国共产党党员，团龄还可以作为党龄计算。1937年1月，共青团中央宣布结束工作。曾先后出现像中华民族解放先锋队、青年救国会、青年抗日先锋队等抗日救国团体。随后党中央成立了“中央青委”，以此作为动员、团结广大爱国青年抗日救亡的党内指挥部。
抗日战争结束后，为适应新形势新任务的需要，1949年4月正式更名为中国新民主主义青年团。1957年5月，现名恢复，解放前后的中国社会主义青年团、共产主义青年团和新民主主义青年团三大团体正式结合。1982年12月举行第十一次全国代表大会，修改通过了《中国共产主义青年团章程》。
2017年底中央群团关系改革期间，中国青年旅行社总社、中国青年实业发展总公司、中青国际（香港）有限公司整体划归中国光大集团有限公司。
2018年共青团十八大后，团中央机关撤销青年志愿者工作部、学校部。此外，团中央实业发展中心、中国少年先锋队事业发展中心、网络影视中心亦不再列入团中央直属事业单位序列。
2020年8月31日，根据国家发展改革委《关于全面推开行业协会商会与行政机关脱钩改革的实施意见》（发改体改〔2019〕1063号），原由共青团中央主管的中国农村青年致富带头人协会、中国青年企业家协会、中国青少年宫协会等3家行业协会（商会）与共青团中央分离，依法直接登记、独立运行，剥离行政职能，不再设置业务主管单位。取消对行业协会的直接财政拨款，通过政府购买服务等方式支持其发展。全面实行劳动合同制度，依法依章程自主招聘工作人员。
2021年左右，中国青少年犯罪研究会改由最高人民法院主管。

## 职责
根据《中国共产主义青年团中央委员会机关职能配置、内设机构和人员编制规定》，共青团中央承担下列职能：
1. 开展青少年思想引导工作。在青少年中广泛深入开展习近平新时代中国特色社会主义思想宣传教育，开展青少年思想动态和青年工作状况调研，开展青少年工作理论和思想教育问题研究，提出相应对策，开展有关活动。建设网上共青团，深入开展青少年网络舆论引导工作。对中央团校、全国青少年井冈山革命传统教育基地等团干部和青少年教育培训机构，青少年报刊网站等团属新闻宣传阵地以及“青年之家”青少年综合服务平台，青少年活动阵地，青少年服务机构等进行规划、建设和管理，积极运用青少年喜闻乐见的方式开展工作。
2. 组织青年服务经济社会发展。坚持党建带团建，坚持眼睛向下、面向基层，从工作资源、工作力量、工作载体等方面，大力支持和推动在农村、企业、机关、学校、社区、社会组织等中的基层团组织建设和工作。围绕新时代中国特色社会主义发展的战略安排，深入开展青年岗位能手、青年文明号、青年志愿服务、希望工程、保护母亲河、“挑战杯”竞赛、“三下乡”大学生社会实践、助力脱贫攻坚、青年社会组织“伙伴计划”等工作，组织动员团员青年在经济建设、政治建设、文化建设、社会建设、生态文明建设等各领域充分发挥生力军和突击队作用。
3. 服务青少年成长发展。承担《中长期青年发展规划（2016—2025年）》协调、督促职责，推动形成落实青年发展政策、促进青年更好发展的工作体系和合力。聚焦青年在学习成才、身心健康、婚恋交友、就业创业、社会融入与社会参与等方面的普遍性需求，开展有针对性的工作项目。发挥共青团组织体系优势和公益基金会、社团、社会组织作用，开展留守儿童、农民工子女、残疾青少年等关爱帮扶工作。
4. 反映和维护青少年发展权益。在全国广泛开展“共青团与人大代表、政协委员面对面”活动，向各级“两会”提出反映青少年普遍性利益诉求的提案和建议。参与加强和创新社会管理工作，推进全国重点青少年群体教育帮助和预防犯罪工作。参与和推动有关青少年法律法规的制定和实施。会同有关方面做好未成年人保护工作。
5. 开展青年统战工作。巩固和扩大党领导的青年爱国统一战线。着眼更好坚持“一国两制”、推进祖国统一，开展与港澳台青少年交流工作。着眼促进民族团结和宗教与社会主义社会相适应，开展青少年民族团结教育和宗教工作。
6. 做好青少年外事工作。会同有关部门对全国青少年外事工作实行归口管理和提供服务，参与制定、执行国家青少年外事政策。开展与国外青少年团体、政府青年机构及联合国有关机构、国际地区性青年组织及其他友好团体的交流工作。深入开展同“一带一路”沿线国家的青年交流与合作，认真落实国家级人文交流合作框架下青年领域相关工作。开展青年对外宣传工作。
7. 承担党中央交办的其他事项。

## 机构设置
根据《中国共产主义青年团中央委员会机关职能配置、内设机构和人员编制规定》，共青团中央设置下列机构：

### 职能部门
- 办公厅[註 2]
- 组织部[註 3]
- 宣传部[註 4]
- 青年发展部
- 基层建设部
- 社会联络部
- 少年部（中国少年先锋队全国工作委员会）[註 5]
- 统一战线工作部[註 6]
- 维护青少年权益部[註 7]
- 国际联络部[註 8]
- 机关党委[註 9]

### 派出机关
- 中国共产主义青年团中央和国家机关工作委员会
- 中国共产主义青年团全国铁道委员会
- 中国共产主义青年团全国民航委员会
- 中国共产主义青年团中央金融工作委员会
- 中国共产主义青年团中央企业工作委员会

### 直属事业单位
- 机关服务中心（机关服务局）
- 青年志愿者行动指导中心
- 中国共产主义青年团中央团校（中国青年政治学院）
- 中国青少年研究中心
- 中国青年报社
- 中国少年儿童发展服务中心
- 中国国际青年交流中心
- 全国青少年井冈山革命传统教育基地管理中心
- 中国青少年发展基金会
- 中国光华科技基金会
- 中国青年创业就业基金会

### 直属企业单位
- 中国少年儿童新闻出版总社有限公司
- 中国青年出版社有限公司

### 主管社会团体
- 中国青少年新媒体协会
- 中国少年先锋队工作学会
- 中国青年科技工作者协会
- 中国青年工作院校协会
- 中国青少年研究会
- 中国少年儿童报刊工作者协会

## 历任领导
社会主义青年团（1920年8月上海共产主义小组于上海创建）
- 书记：俞秀松（1920年8月－1922年4月）

中国社会主义青年团第一次全国代表大会（1922年5月）
- 书记：方国昌（施存统）（1922年5月－1924年12月）
- 中央执行委员：高尚德（君宇）、方国昌（施存统）、张太雷、蔡和森、俞秀松

中国社会主义青年团第二次全国代表大会（1923年8月）
- 委员长：刘仁静
- 中央执行委员：邓中夏、施存统、刘仁静、夏曦、卜世奇、林育南、李少白
- 候补委员：恽代英、梁鹏云、李求实、张秋人

中国社会主义青年团第三次全国代表大会（1925年1月）
- 总书记：张太雷（1925年1月－1927年4月）
- 中央局成员：张太雷、任弼时、恽代英、贺昌、张秋人
- 中央执行委员：张太雷、任弼时、恽代英、贺昌、刘尔稿、张秋人、夏曦、涂正禁、刘伯庄

中国社会主义青年团第四次全国代表大会（1927年5月）
- 书记：任弼时（1927年5月－1928年6月）
- 中央执行委员：任弼时、李求实、杨善南、卓恺泽

中国社会主义青年团第五次全国代表大会（1928年7月）
- 书记：关向应、袁炳辉、胡均鹤、温裕成、博古（1928年7月－1949年3月）
- 中央委员：关向应、李求实、华少峰（华岗）、李子芬、顾作霖

新民主主义青年团第一次（中国共产主义青年团第六次）全国代表大会（1949年4月）
- 书记处书记：冯文彬（1949年4月－1953年6月）
  - 一届二中全会（1951年11月）增补：李昌、荣高棠、宋一平
  - 一届三中全会（1952年9月）增补：胡耀邦、刘导生、罗毅、许世平
- 书记处副书记：廖承志、蒋南翔
- 候补书记：
  - 一届三中全会（1952年9月）增补：高扬文、杨述、区棠亮、胡克实、章泽

新民主主义青年团第二次（中国共产主义青年团第七次）全国代表大会（1953年7月）
- 书记处书记：胡耀邦、廖承志、刘导生、罗毅、王宗槐、荣高棠、区棠亮、章泽、胡克实

新民主主义青年团第三次（中国共产主义青年团第八次）全国代表大会（1957年5月）
大会有代表1493人，列席70人，代表着全国92万个基层组织的2500万青年团员。还有苏联、越南、罗马尼亚、保加利亚、捷克斯洛伐克、朝鲜、德意志民主共和国、意大利、匈牙利、阿尔巴尼亚、法国、南斯拉夫、蒙古、英国、日本、印度尼亚等16个国家，17个青年组织应邀参加大会。选出了团中央委员149人，候补中委63人。
- 书记处第一书记：胡耀邦
- 书记处书记：刘西元、罗毅、胡克实、王伟、梁步庭、项南
  - 三届六中全会（1960年3月）增选：杨海波、张超、李琦涛、王照华为书记处书记；增选路金栋、曾德林为书记处候补书记

中国共产主义青年团第九次全国代表大会（1964年6月）
- 书记处第一书记：胡耀邦
- 书记处书记：胡克实、王伟、杨海波、张超、王照华、路金栋、王道义、惠庶昌
- 书记处候补书记：张德华、李淑铮、徐惟成、胡启立

中国共产主义青年团第十次全国代表大会（1978年10月）
- 书记处第一书记：韩英（1978年10月－1982年11月）、王兆国（1982年11月－）
- 书记处书记：胡启立、王敏生、胡德华、刘维明、周鹏程、高占祥、李海峰
  - 十届二中全会（1980年1月）增选李瑞环为书记处书记
  - 十届三中全会（1981年8月）增选克尤木·巴吾东、王建功、陈昊苏、何光暐为书记处书记

中国共产主义青年团第十一次全国代表大会（1982年12月）
- 书记处第一书记：王兆国（1982年12月－1984年12月）、胡锦涛（1984年12月－1985年11月）、宋德福（1985年11月－1988年5月）
- 书记处书记：胡锦涛、刘延东、李海峰、克尤木·巴吾东、陈昊苏、何光暐
- 书记处候补书记：张宝顺
  - 十一届二中全会（1983年12月）增选李源潮、宋德福为书记处书记；增选李克强为书记处候补书记
  - 十一届四中全会（1985年11月）增选张宝顺、李克强、洛桑、刘奇葆、冯军为书记处书记

中国共产主义青年团第十二次全国代表大会（1988年5月）
- 书记处第一书记：宋德福
- 书记处书记：刘延东、张宝顺、李源潮、李克强、洛桑、刘奇葆、冯军
  - 十二届五中全会（1992年12月）增选袁纯清为书记处书记

中国共产主义青年团第十三次全国代表大会（1993年5月）
- 书记处第一书记：李克强
- 书记处书记：刘鹏、袁纯清、吉炳轩、赵实、巴音朝鲁、姜大明
  - 十三届四中全会（1995年11月）增补孙金龙、周强为书记处书记
  - 十三届六中全会（1997年12月）增选胡春华、黄丹华为书记处书记

中国共产主义青年团第十四次全国代表大会（1998年6月）
- 书记处第一书记：周强
- 书记处书记：巴音朝鲁、孙金龙、胡春华、黄丹华、崔波、赵勇
  - 十四届五中全会（2001年12月）增补胡伟、杨岳为书记处书记

中国共产主义青年团第十五次全国代表大会（2003年7月）
- 书记处第一书记：周强（1998年6月－2006年11月）、胡春华（2006年11月－2008年5月）、陆昊（2008年5月－6月）
- 书记处书记：赵勇、胡伟、杨岳、尔肯江·吐拉洪、王晓、张晓兰
  - 十五届四中全会（2005年12月）增补贺军科、卢雍政为书记处书记

中国共产主义青年团第十六次全国代表大会（2008年6月）
- 书记处第一书记：陆昊（2008年6月－2013年3月）、秦宜智（2013年3月－6月）
- 书记处书记：杨岳（－2008年12月）、王晓、贺军科、卢雍政、罗梅、汪鸿雁、周长奎（2009年1月－）

中国共产主义青年团第十七次全国代表大会（2013年6月）
- 书记处第一书记：秦宜智（2013年6月－2017年9月）
- 书记处书记：贺军科、罗梅、汪鸿雁、周长奎、徐晓、傅振邦
  - 2016年10月增补徐丰、尹冬梅为书记处书记

中国共产主义青年团第十八次全国代表大会（2018年6月）
- 书记处第一书记：贺军科（2018年6月－2023年5月）、阿东（2023年5月－6月）
- 书记处书记：汪鸿雁（－2022年12月）、徐晓、傅振邦、尹冬梅（挂职）、奇巴图（挂职）、李柯勇（挂职）[7]
  - 2019年4月增补吴刚（挂职）为书记处书记

中国共产主义青年团第十九次全国代表大会（2023年6月）
- 书记处第一书记：阿东
- 书记处书记：徐晓、王艺、胡百精、胡盛（挂职）、夏帕克提·吾守尔（挂职）、余静（兼职）

## 相关争议
共青團中央积极进行新媒体建设，其新媒体的部分活动引发了网络上的许多争议。

### 2022年俄罗斯入侵乌克兰
俄罗斯对乌克兰采取军事行动当天，共青團中央在影音平台bilibili官方帐号发布视频，内容为二战前夕流传于苏联的爱国歌曲《喀秋莎》中文普通话版，此举被香港《端传媒》解读為對戰爭的「娛樂化操作」。

### 出版物
- 《中国青年报》
- 《中国青年》杂志
- 《中国共青团》杂志
- 《中华儿女》杂志
- 《中国少年报》
- 《辅导员》杂志